# Joan Carles Ollé i Favaró
Joan Carles Ollé i Favaró (Ulldecona) és un notari català. Llicenciat en Dret i en Filologia Hispànica per la Universitat Central de Barcelona, exerceix de notari des de 1985, actualment amb plaça a Barcelona. Ollé també és president del Grup de Treball en l'Àmbit Jurídic de la Generalitat de Catalunya, president de la Secció d'Harmonització de la Comissió de Codifició del Codi Civil català, vicepresident de l'Associació Intercol·legial de Col·legis Professionals de Catalunya i president de la Fundació dels Notaris de Catalunya. El desembre de 2008 fou escollit degà president del Col·legi de Notaris de Catalunya, càrrec que renovà el novembre de 2012. També és vicepresident del Consell General del Notariat. Va ser vocal del patronat de la Fundació Enciclopèdia Catalana fins al 2011.